# Bob Carlos Clarke
Robert „Bob“ Carlos Clarke (* 24. Juni 1950 in Cork, Irland; † 25. März 2006 in London) war ein britischer Fotograf.
Robert Carlos Clarke kam 1964 nach England. Er studierte Fotografie am London College of Printing (inzwischen London College of Communication), 1975 erhielt er den MA des Royal College of Art. Fotografie war seine Obsession, Clarks Arbeiten waren Synonyme für Glamour, Fetisch und Frauenkörper; er selbst umgab sich gerne mit Filmstars, Models, Tänzerinnen und High-Society-Persönlichkeiten. Seine Bilder zeigen oft die „dunkle Seite“ des Glamour-Lebens, viele sind fetischistischer Art.
Clarke war zweimal verheiratet und hat eine Tochter.

## Publikationen
- 1981 – Illustrated Delta of Venus
- 1981 – Obsession
- 1985 – The Dark Summer
- 1990 – White Heat
- 2002 – Shooting Sex
- 2004 – Love Dolls never die
- 2006 – Too many Nights (DVD)
- 2009 – Exposure (Biografie)